# Fender Jaguar Baritone Custom
Model Fender Jaguar Baritone Custom je električna gitara koju je Fender proizvodio od 2004. – 2006. godine. Model je manje ili više dizajniran kombinacijom modela gitare Fender Bass VI i Fender Jaguar. U glazbenoj populaciji poznat i kao Fender Jaguar Bass VI gitara. Konfiguracija elektromagneta (i postavka kontrole odabira istih) identična je kao u modelu Jaguar, ali uz osvrt da Jaguar Bariton koristi isti, ili kao Bass VI nešto deblji set/model žica (25-35-45-55-75-95). Štim gitare je E-E, ali jednu oktavu niže od štima klasične gitare. Dužina skale za razliku od modela Bass VI koja iznosi 762mm/30", u modelu Jaguar Bariton je nešto kraća, i iznosi 723,9mm/28,5". Za razliku od oba modela Bass VI, i gotovo svih modela Jaguar, Jaguar Bariton Custom gitara ima ugrađen fiksni (bez tremolo ručice) most.

Model Jaguar Bariton Custom proizvodio se i u Japanu (CIJ). Zbog razlike preklopnog prekidača omogućena je nešto drugačija unutarnja instalacija elektronike u tijelo gitare, (uključen i efekt fuzz prekidač). Po dizajnu model Baritone Custom gotovo je identičan modelu Fender Jaguar Bottom Master, također dizajniranim i proizvedenim za japansko tržište. Fender je 2006. godine prekinuo proizvodnju Jaguar Bariton Custom modela gitare, a istovremeno je donio odluku o promjeni imena u Jaguar Bass VI Custom. Cilj je bio da se novi model gitare ubuduće veže uz baštinu modela "Bass VI", a vjerojatno da se i razlikuje od novih, modernijih modela Bariton gitare, obično podešenih na B-B štim (štim između tonaliteta klasične i štima bas-gitare).    

## Vanjske poveznice
- Fender službena stranica